# ادوارد فون وینترشتاین
ادوارد فون وینترشتاین (انگلیسی: Eduard von Winterstein؛ ۱ اوت ۱۸۷۱ – ۲۲ ژوئیهٔ ۱۹۶۱) هنرپیشه اهل اتریش بود.
از فیلم‌هایی که وی در آن نقش داشته است، می‌توان به فرشته آبی، رامبرانت، مادام دو باری، خاک سوزان، روبرت کخ، سرنوشت، مادام بوواری، ویلیام تل، آینه اسرارآمیز و دانتون اشاره کرد.